# Los Toreros Muertos (Álbum Recopilatorio)
Los Toreros Muertos  es el último Álbum recopilatorio del grupo español Los Toreros Muertos (Primero en Vídeo), publicado en el 2007 como parte de la promoción por el regreso del grupo tras casi 15 años de lanzar su última placa y con motivo de una nueva serie de presentaciones.
Este álbum doble contiene en su primera parte los mayores éxitos del grupo que se incluían en sus cuatro álbumes de estudio así como singles promocionales que no estaban en algunos álbumes y una curiosa versión en Inglés de su clásico «Mi Agüita Amarilla».  Mientras que el DVD incluye actuaciones en directo en La Bola de Cristal, en los programas No Pasa Res de TV3, Sábado Noche y Europa Joven; videoclips de "Bares, bares" y "Yo no me llamo Javier", y una versión de "Cocaine" con Poch procedente del programa Sputnik en TV3. También una actuación en Tocata.
Dada la popularidad del grupo en América Latina el sello Sony lo distribuyó desde 2012 como parte de la colección "Mis Favoritas" con el mismo contenido.
La gira de regreso llevó al grupo a participar en varios festivales y conciertos muy publicitados en Colombia, México, España, como parte de sus presentaciones en Colombia participaron del festival gratuito más grande del país, Rock al Parque siendo parte del cartel principal.

## Lista de canciones CD
| Edición 2007 España |                                                                                  |                                                      |          |  |
| N.º                 | Título                                                                           | Escritor(es)                                         | Duración |  |
| 1.                  | «On The Desk» (de Por Biafra, 1987)                                              | G. Piccolini / P. Carbonell / J.L. Moure / A. Moraga | 3:42     |  |
| 2.                  | «Los Toreros Muertos» (de 30 años de éxitos, 1986)                               | J.L. Moure / P. Carbonell                            | 2:11     |  |
| 3.                  | «Falangista» (de Mundo Caracol, 1989)                                            | D. Melingo / M. Comas / P. Carbonell                 | 3:52     |  |
| 4.                  | «Mi agüita amarilla» (de 30 años de éxitos, 1986)                                | P. Carbonell                                         | 5:38     |  |
| 5.                  | «Pilar» (de Por Biafra, 1987)                                                    | G. Piccolini / P. Carbonell                          | 2:17     |  |
| 6.                  | «Yo No Me Llamo Javier» (de 30 años de éxitos, 1986)                             | J.L. Moure / P. Carbonell                            | 4:21     |  |
| 7.                  | «Mundo Mágico» (de Mundo Caracol, 1989)                                          | D. Melingo / P. Carbonell                            | 3:10     |  |
| 8.                  | «Twistas Loca» (de 30 años de éxitos, 1986)                                      | G. Piccolini / P. Carbonell                          | 2:49     |  |
| 9.                  | «Para Ti» (de Por Biafra, 1987)                                                  | G. Piccolini / P. Carbonell                          | 2:20     |  |
| 10.                 | «Hoy Es Domingo» (de 30 años de éxitos, 1986)                                    | F.J. López de Guereña / P. Carbonell                 | 3:35     |  |
| 11.                 | «Bares, Bares» (de Yo No Me Llamo Javier (Maxi Single), 1986)                    | G. Piccolini / P. Carbonell                          | 2:12     |  |
| 12.                 | «Soy Un Animal» (de 30 años de éxitos, 1986)                                     | J.L. Moure / P. Carbonell                            | 3:57     |  |
| 13.                 | «Tu Madre Tiene Bigote» (de Cantan En Español, 1992)                             | G. Piccolini / P. Carbonell                          | 3:34     |  |
| 14.                 | «Bum Bum 1789» (de 30 años de éxitos, 1986)                                      | G. Piccolini / P. Carbonell                          | 3:02     |  |
| 15.                 | «Manolito» (de Por Biafra, 1987)                                                 | G. Piccolini / P. Carbonell                          | 2:52     |  |
| 16.                 | «La Academia De La Nada» (de Cantan En Español, 1992)                            | G. Piccolini / P. Carbonell                          | 2:57     |  |
| 17.                 | «Dejadme Llorar» (de 30 años de éxitos, 1986)                                    | J.L. Moure / P. Carbonell                            | 5:16     |  |
| 18.                 | «El Último Mono De La NASA» (de Cantan En Español, 1992)                         | G. Piccolini / P. Carbonell                          | 3:16     |  |
| 19.                 | «A Tu Casa» (de Mundo Caracol, 1989)                                             | G. Piccolini / P. Carbonell                          | 2:43     |  |
| 20.                 | «My Little Yellow Water» (Bonus Track Versión en Inglés de «Mi agüita amarilla») | P. Carbonell                                         | 5:46     |  |
| 21.                 | «Veo Que Te Has Ido» (Bonus Track Inédita)                                       | Los Toreros Muertos                                  | 2:45     |  |
| 22.                 | «Zis Zas» (de Mundo Caracol, 1989)                                               | G. Piccolini / D. Melingo / P. Guadalupe             | 1:26     |  |
| 73:41               |                                                                                  |                                                      |          |  |

## Lista de canciones DVD
1. Yo No Me Llamo Javier
2. Bares, Bares
3. Probando / Los Toreros Muertos
4. Oy, Oy, Oy Qué Pena Me Doy
5. Mi Agüita Amarilla
6. Dejadme Llorar
7. Hoy Es Domingo
8. Soy Un Animal
9. Bares, Bares
10. Yo No Me Llamo Javier
11. DNI
12. Así Siempre Igual
13. Probando / Los Toreros Muertos
14. On The Desk
15. Falangista
16. Manolito
17. Pilar
18. Zis Zas
19. Probando / Los Toreros Muertos
20. Yo No Me Llamo Javier
21. Cocaine (Con Poch)
22. Los Toreros Muertos